# Sidi Ahmed Ou Moussa
Sidi Ahmed Ou Moussa (en àrab سيدي احمد أو موسى, Sīdī Aḥmad Ū Mūsà; en amazic ⵙⵉⴷⵉ ⵃⵎⴰⴷ ⵓⵎⵓⵙⴰ) és una comuna rural de la província de Tiznit, a la regió de Souss-Massa, al Marroc. Segons el cens de 2014 tenia una població total de 3.679 persones.